# Gordo
Gordo is een plaats (town) in de Amerikaanse staat Alabama, en valt bestuurlijk gezien onder Pickens County.

## Demografie
Bij de volkstelling in 2000 werd het aantal inwoners vastgesteld op 1677.
In 2006 is het aantal inwoners door het United States Census Bureau geschat op 1599, een daling van 78 (-4,7%).

## Geografie
Volgens het United States Census Bureau beslaat de plaats een oppervlakte van
8,2 km², geheel bestaande uit land. Gordo ligt op ongeveer 85 m boven zeeniveau.

## Plaatsen in de nabije omgeving
De onderstaande figuur toont de plaatsen in een straal van 32 km rond Gordo.